# Tirol
Tirol hoặc Tyrol (/tɪˈroʊl, taɪˈroʊl, ˈtaɪroʊl/; trong lịch sử là Tyrole;(tiếng Đức-Áo: Tirol [tiˈʁoːl] ⓘ; tiếng Ý: Tirolo; tiếng Anh: Tyrol ) là một vùng lịch sử trên dãy Anpơ - trong miền bắc nước Ý và miền tây nước Áo. Khu vực này về mặt lịch sử là lõi của Bá quốc Tirol, một phần của Đế chế La Mã Thần thánh, Đế chế Áo và Áo-Hung, từ khi hình thành vào thế kỷ 12 cho đến năm 1919. Năm 1919, sau Thế chiến I và sự tan rã của Áo-Hung, vùng này được chia thành hai bộ phận hành chính hiện đại thông qua Hiệp ước Saint-Germain-en-Laye::
- Bang Tirol: Được hình thành thông qua sự hợp nhất của Bắc và Đông Tirol, là một bang của Áo
- Vùng Trentino-Nam Tirol: Vào thời điểm đó vẫn cùng với Souramont (Cortina d'Ampezzo, Livinallongo del Col di Lana và Colle Santa Lucia) và các thị trấn tự trị Valvestino, Magasa, và Pedemonte, bị Vương quốc Ý chiếm giữ vào năm 1918, và do đó kể từ năm 1946 trở thành một phần của Cộng hòa Ý.

Với sự thành lập của vùng Châu Âu (Euroregion) Euroregion Tirol–Nam Tirol–Trentino, khu vực này có pháp nhân riêng từ năm 2011 theo quy chế Kết hợp Châu Âu về Hợp tác Lãnh thổ (European grouping of territorial cooperation (EGTC)).

## Địa lý

### Vị trí
Tirol có diện tích 26.673 km2. Khu vực này bao gồm Bang Tirol, Tỉnh Nam Tirol và Tỉnh Trento. Ngoài ra còn bao gồm các comune Cortina d'Ampezzo, Livinallongo del Col di Lana, Colle Santa Lucia và Pedemonte từ Vùng Veneto và Valvestino và Magasa từ Vùng Lombardia. Các thành phố lớn nhất ở Tirol là
- Innsbruck,
- Trento
- Bolzano.

Toàn bộ vùng Tirol nằm trên dãy An-pơ. Tirol có phía bắc giáp bang Bayern (Đức) và phía đông giáp các bang Kärnten và Salzburg (Áo). Phía tây Tirol là bang Vorarlberg (Áo) và bang Graubünden (Thụy Sĩ). Ở phía nam của Tirol, vùng đất này giáp với các vùng Veneto và Lombardia (Ý).
Các sông quan trọng ở Tirol là Adige và các sông Inn, Drau và Lech, 3 sông này đều đổ vào sông Danube. Sự phân chia vùng xảy ra gần như chính xác theo đường phân thủy.
Đặc điểm của vùng là nhiều thung lũng. Ngày nay, một số thung lũng vẫn còn khó tiếp cận. Các thung lũng quan trọng nhất là Thung lũng Inn và Thung lũng Adige. Một phần lớn dân cư sống ở hai thung lũng này và năm thành phố lớn nhất của Tirol (Innsbruck, Bolzano, Trento, Merano, và Rovereto) cũng nằm trong các thung lũng này. Trong nhiều thế kỷ, khu vực này đã được biết đến với thương mại quá cảnh. Tuyến đường thương mại quan trọng nhất qua dãy Anpơ, cụ thể là Tuyến đường qua đèo Brenner, đi qua toàn bộ Tirol và được coi là đường nối kết nối giữa các khu vực nói tiếng Ý và tiếng Đức.

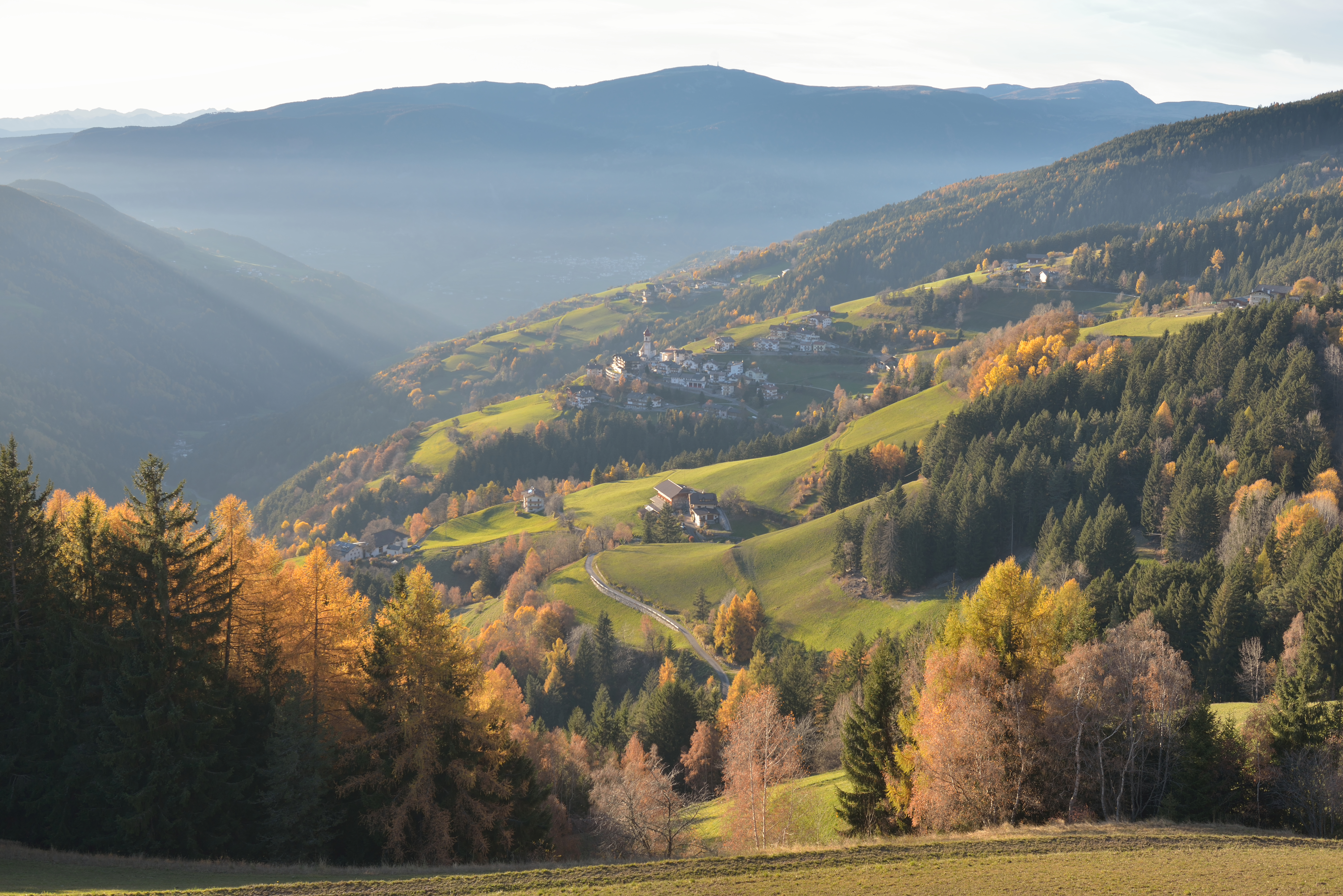
Thung lũng Val Gardena ở Laion, Nam Tirol, Ý
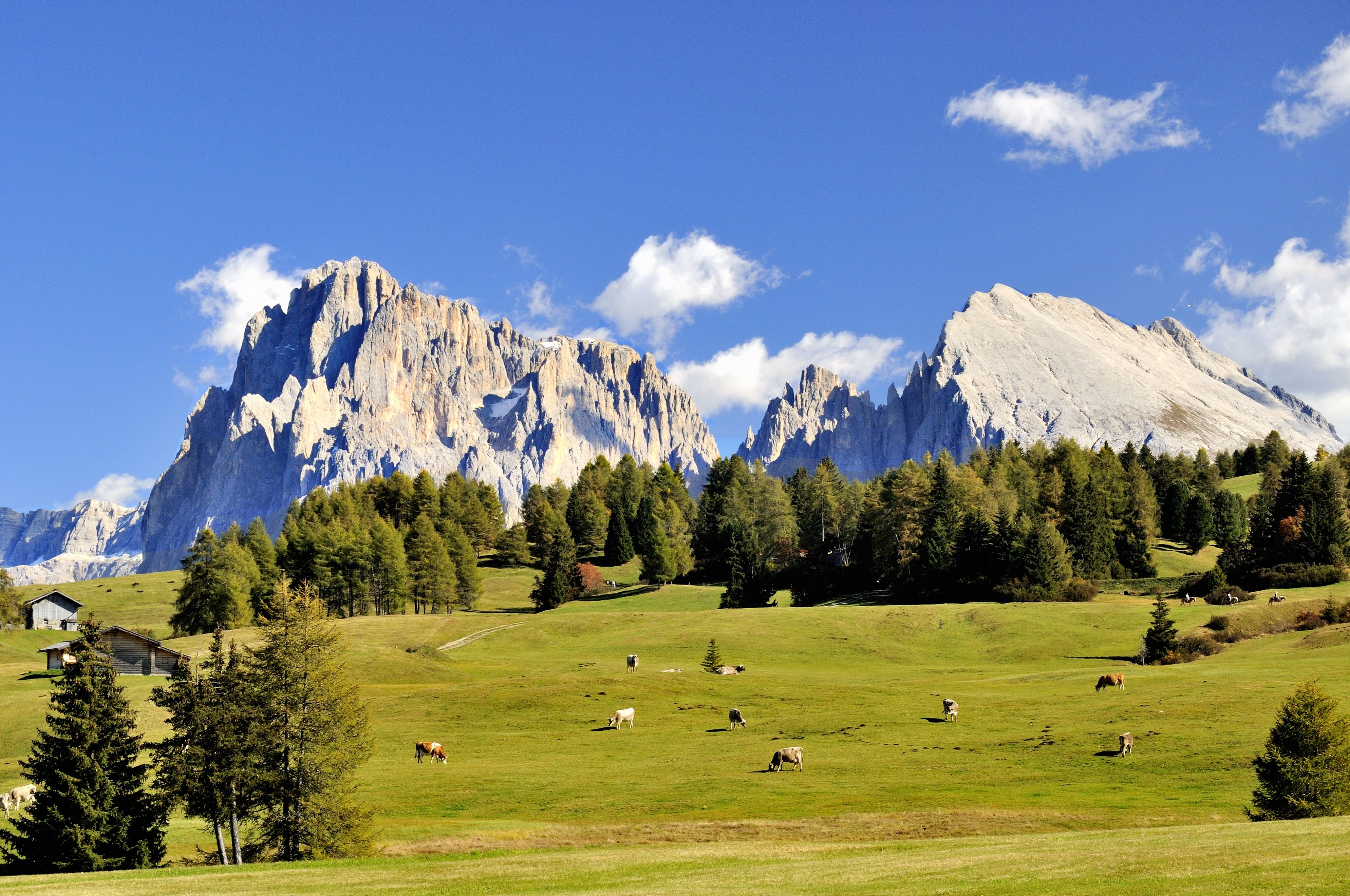
vùng Seiser Alm (tiếng Ý: Alpe di Siusi), vùng lãnh nguyên núi cao Dolomites, Nam Tirol
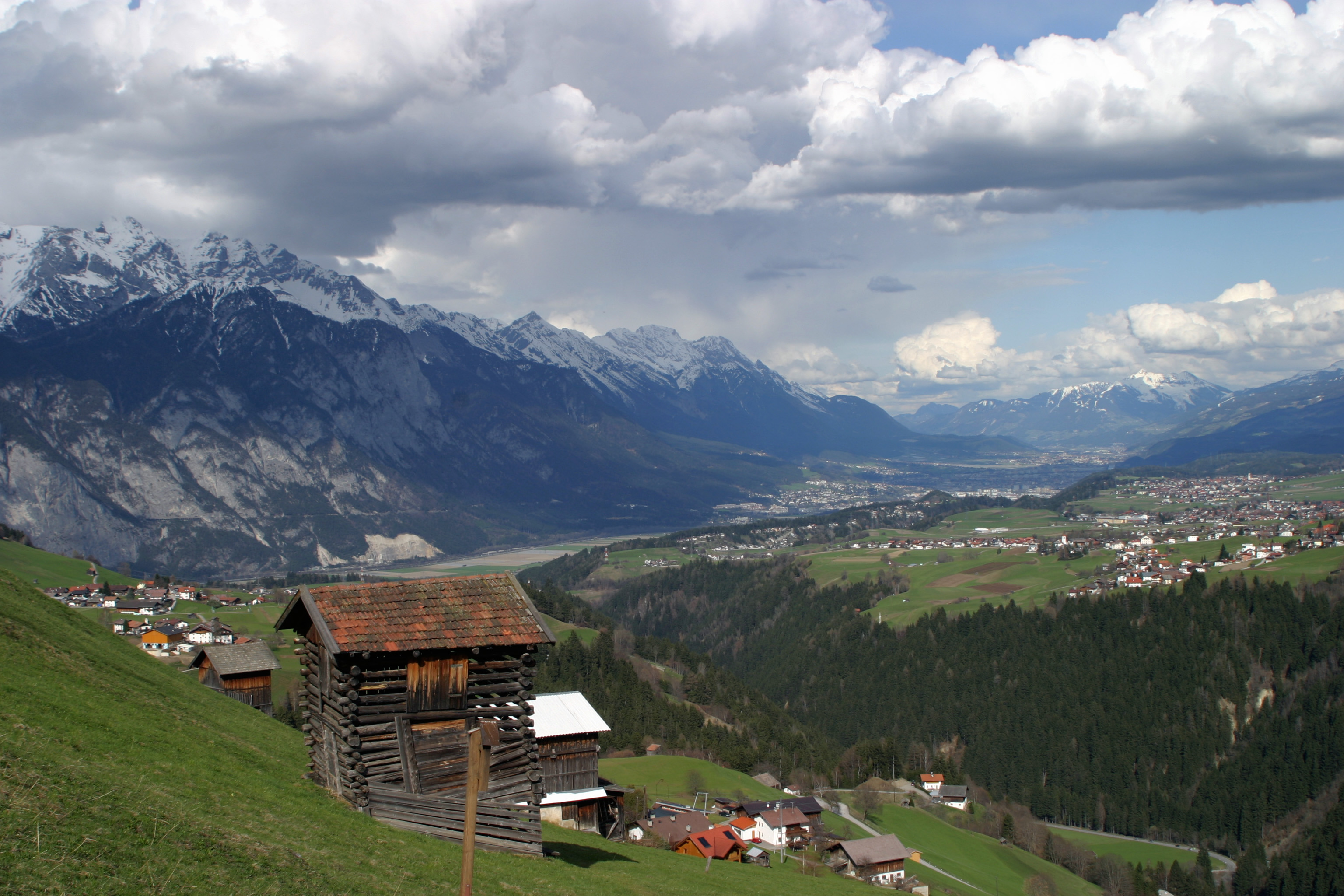
Thung lũng Inn
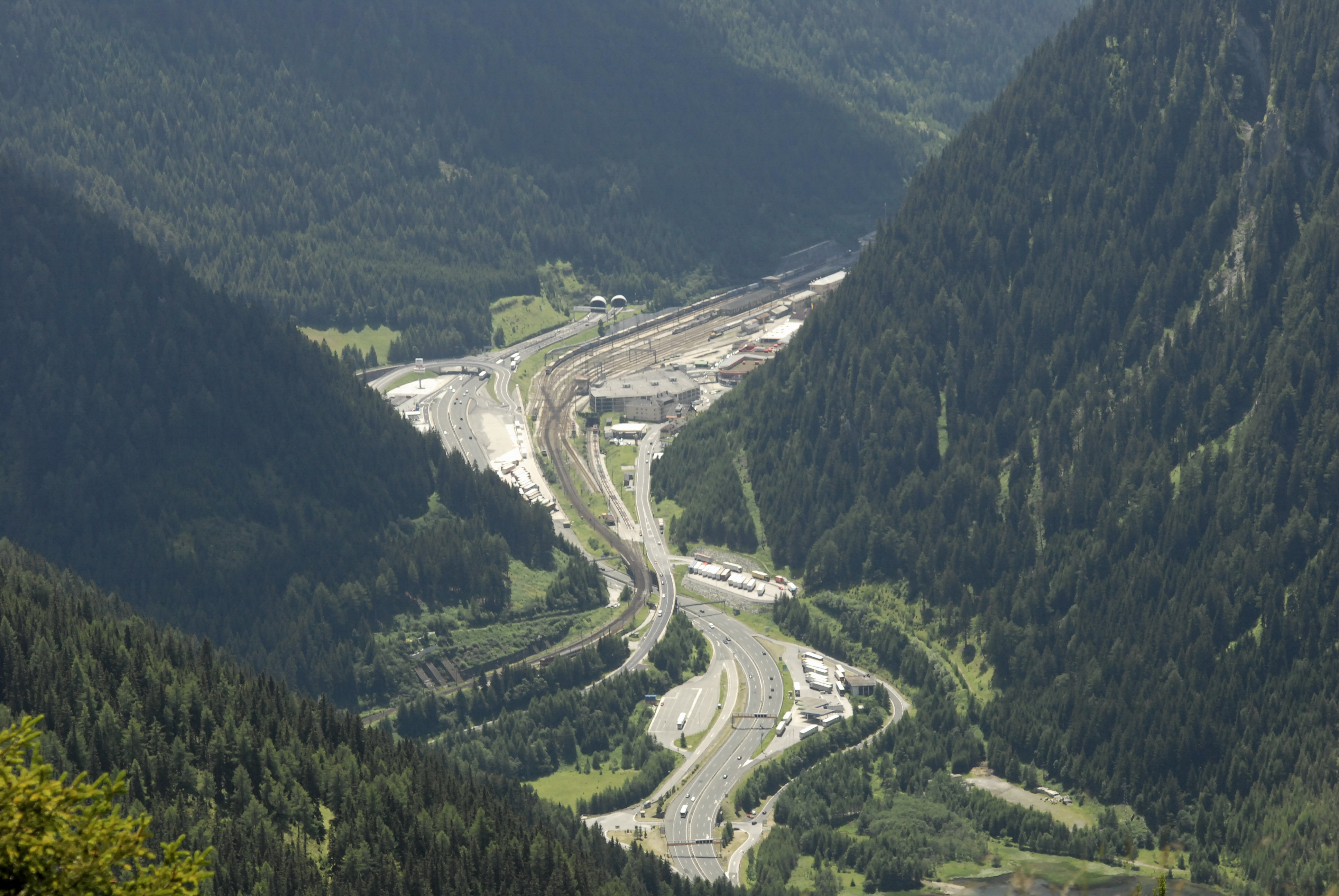
Đèo Brenner
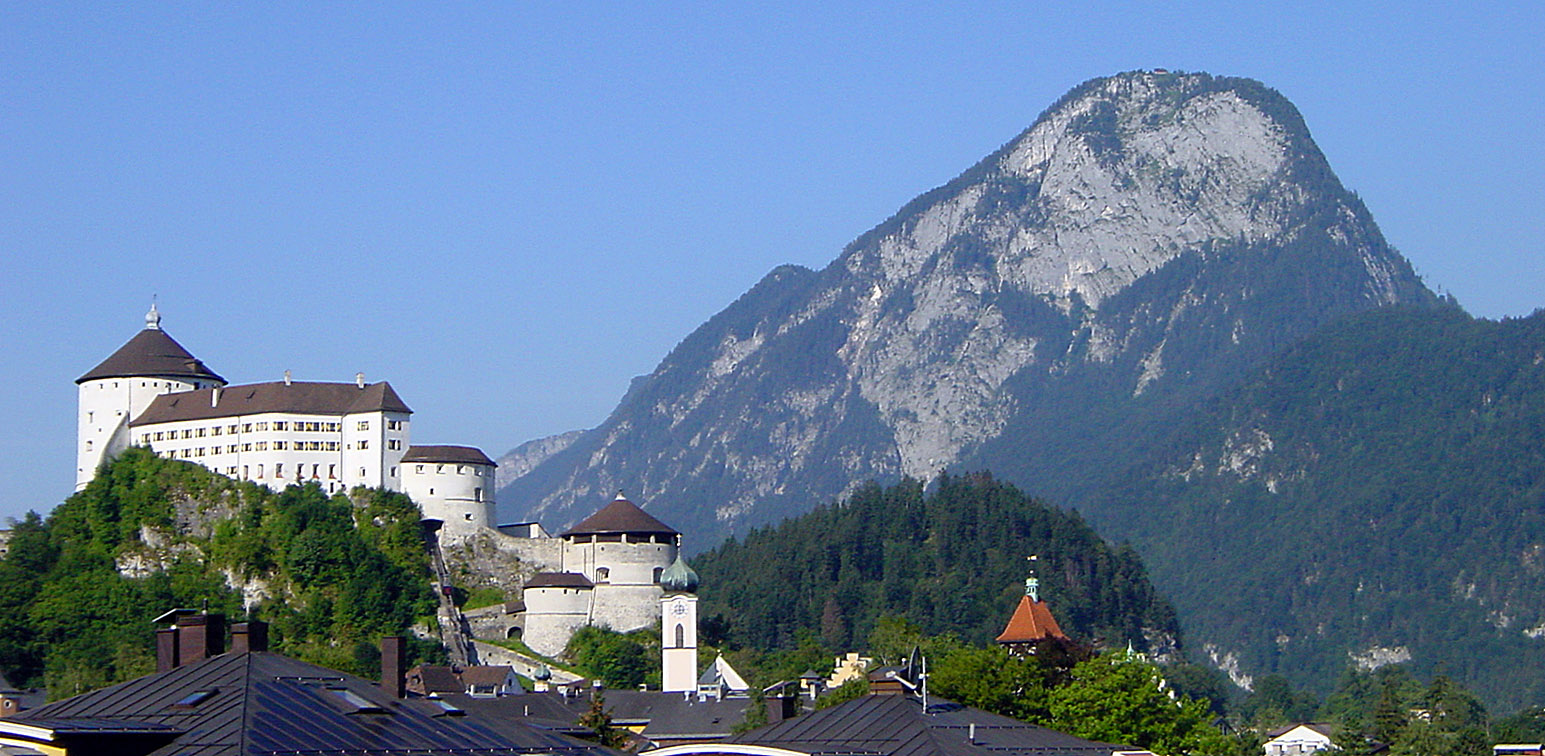
Lâu đài Kufstein và ngọn núi Pendling (1563 m) ở bang Tirol
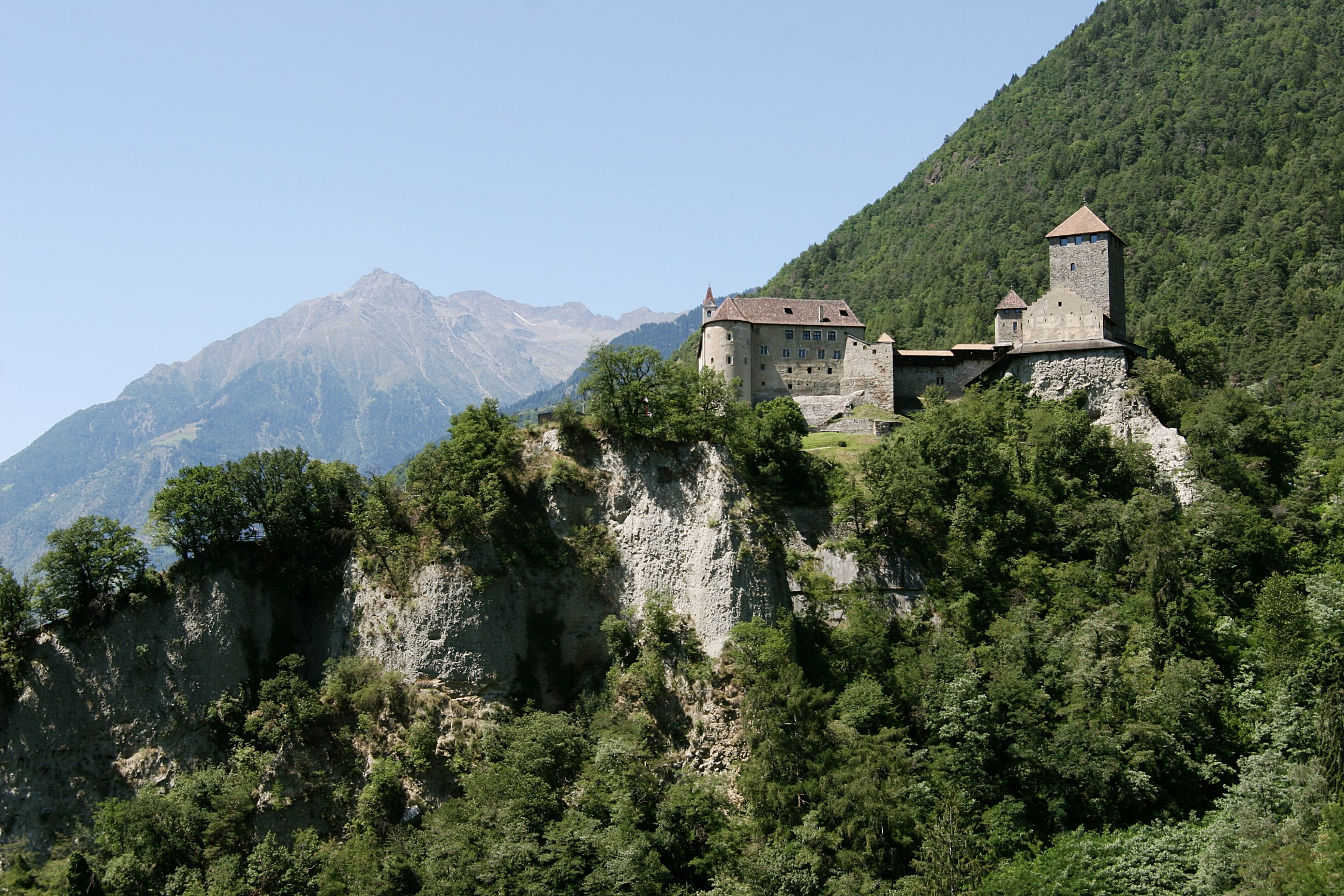
Lâu đài Tirol ở Tirolo gần Merano, đây là nơi ở gốc của Bá tước Tirol và là cái nôi của Bá quốc Tirol và đã đặt tên cho cả vùng Tirol
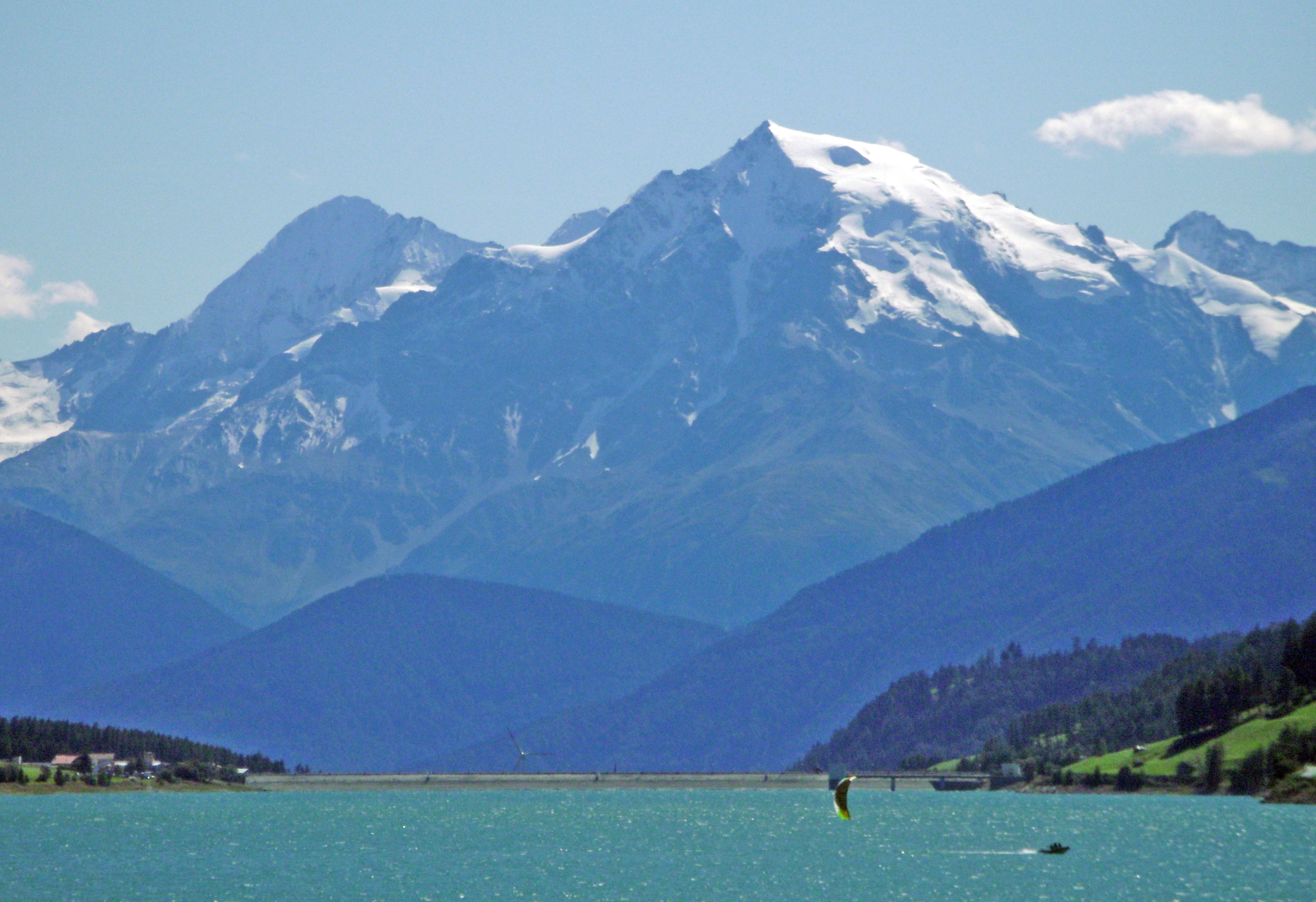
Núi  Königspitze và hồ Reschen
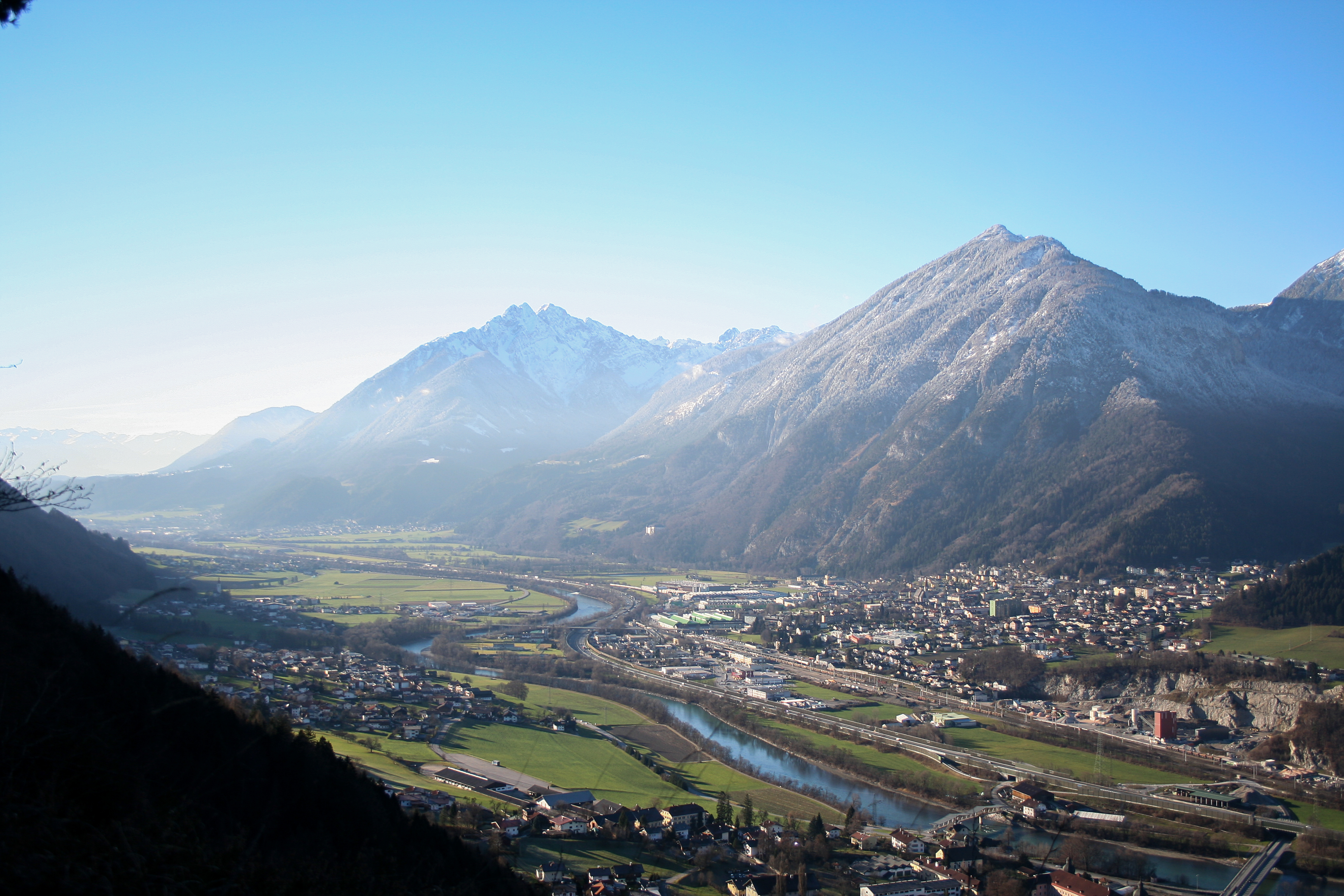
Thung lũng Inn
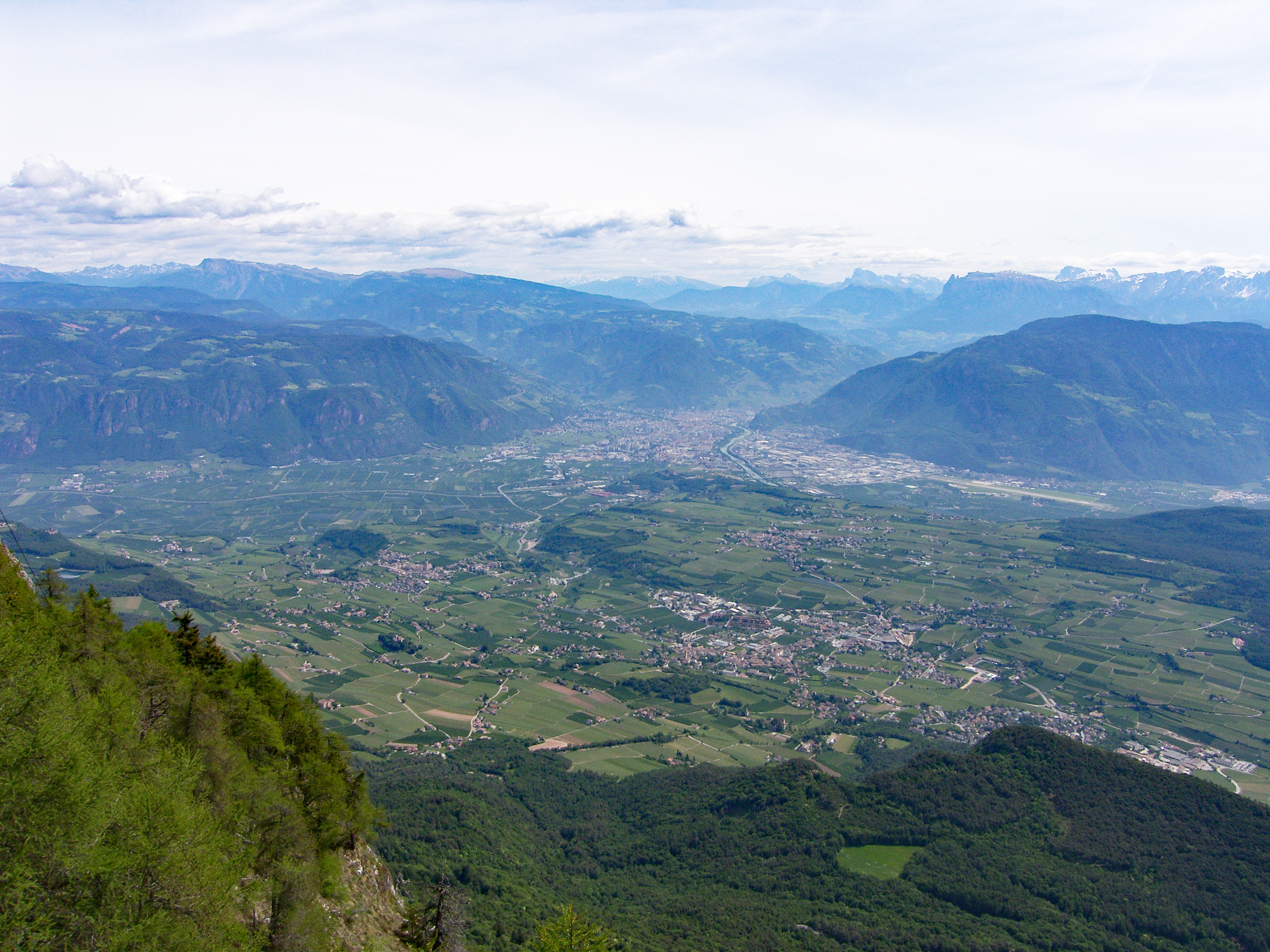
Bolzano

### Núi
Vùng Tirol nằm trên dãy Anpơ nên cảnh quan chịu ảnh hưởng nhiều từ các ngọn núi. Những ngọn núi cao nhất của Tirol là:
- Ortler (3905 m trên mực nước biển) thuộc rặng Ortles-Cevedale
- Königspitze (3851 m trên mực nước biển)
- Großglockner (3798 m trên mực nước biển)
- Monte Cevedale (3769 m trên mực nước biển)
- Wildspitze (3768 m trên mực nước biển)

### Khu dân cư lớn nhất

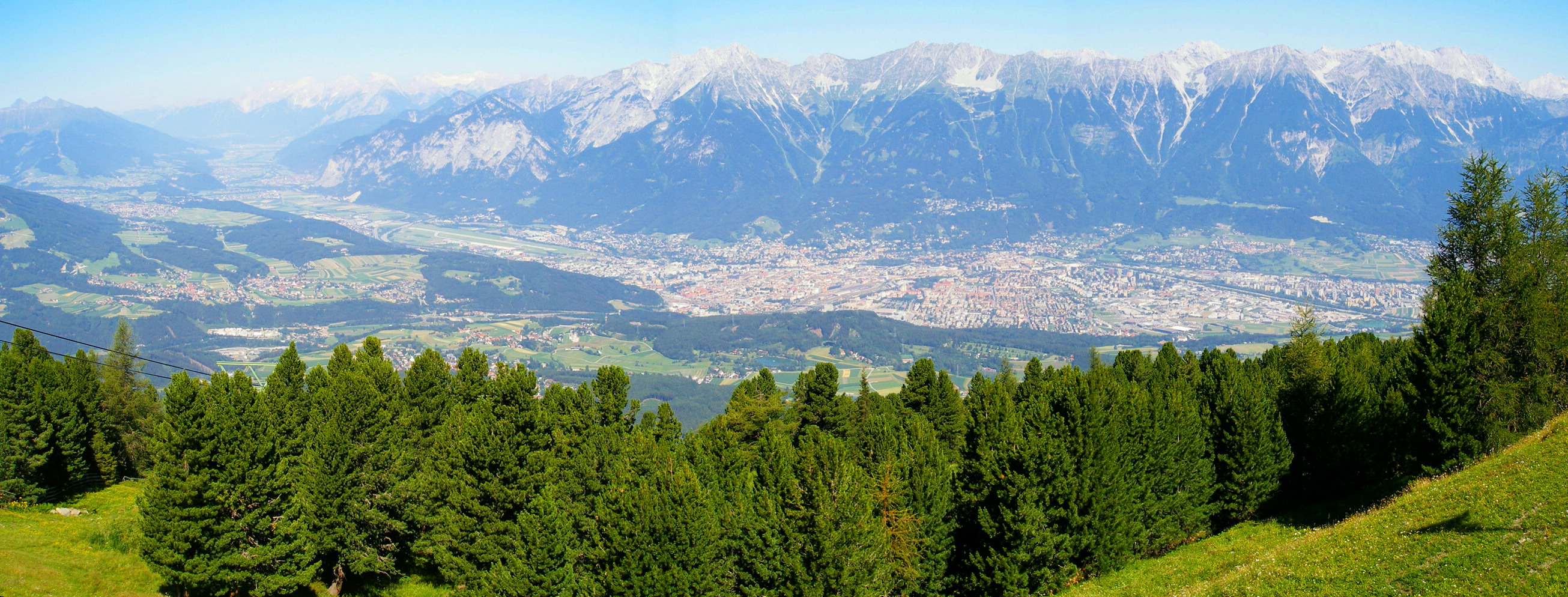
Innsbruck với núi Nordkette

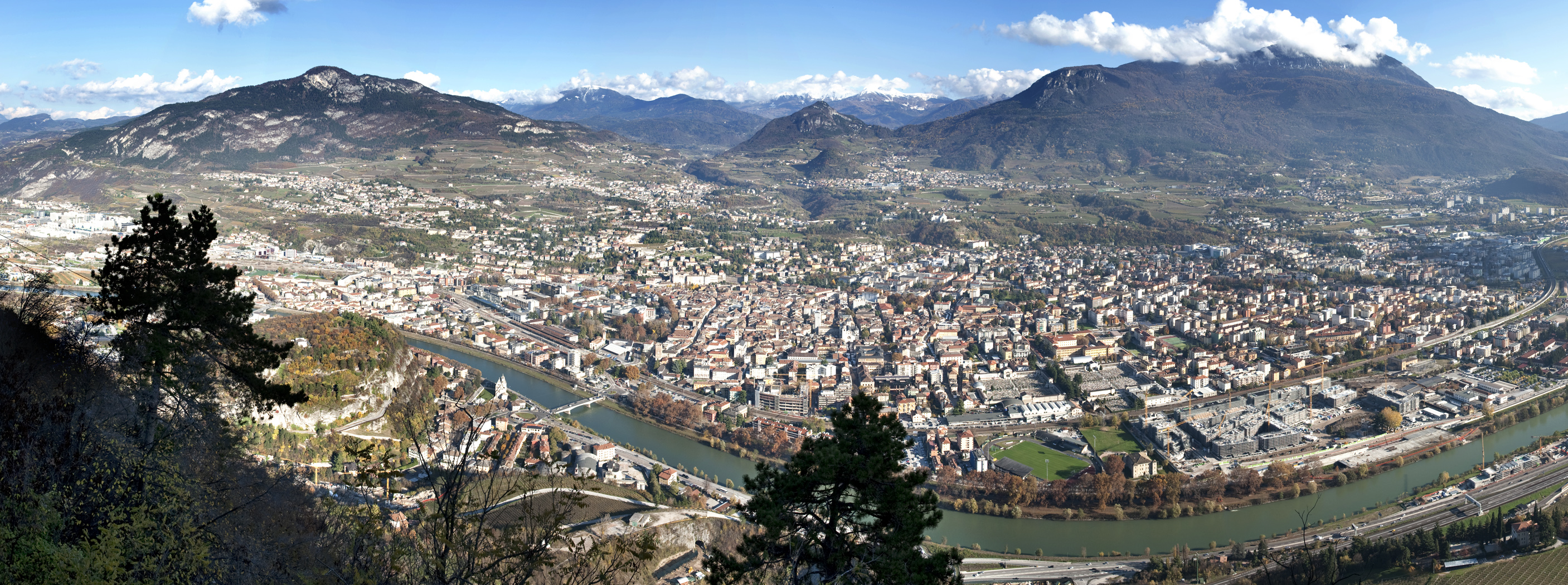
Trento

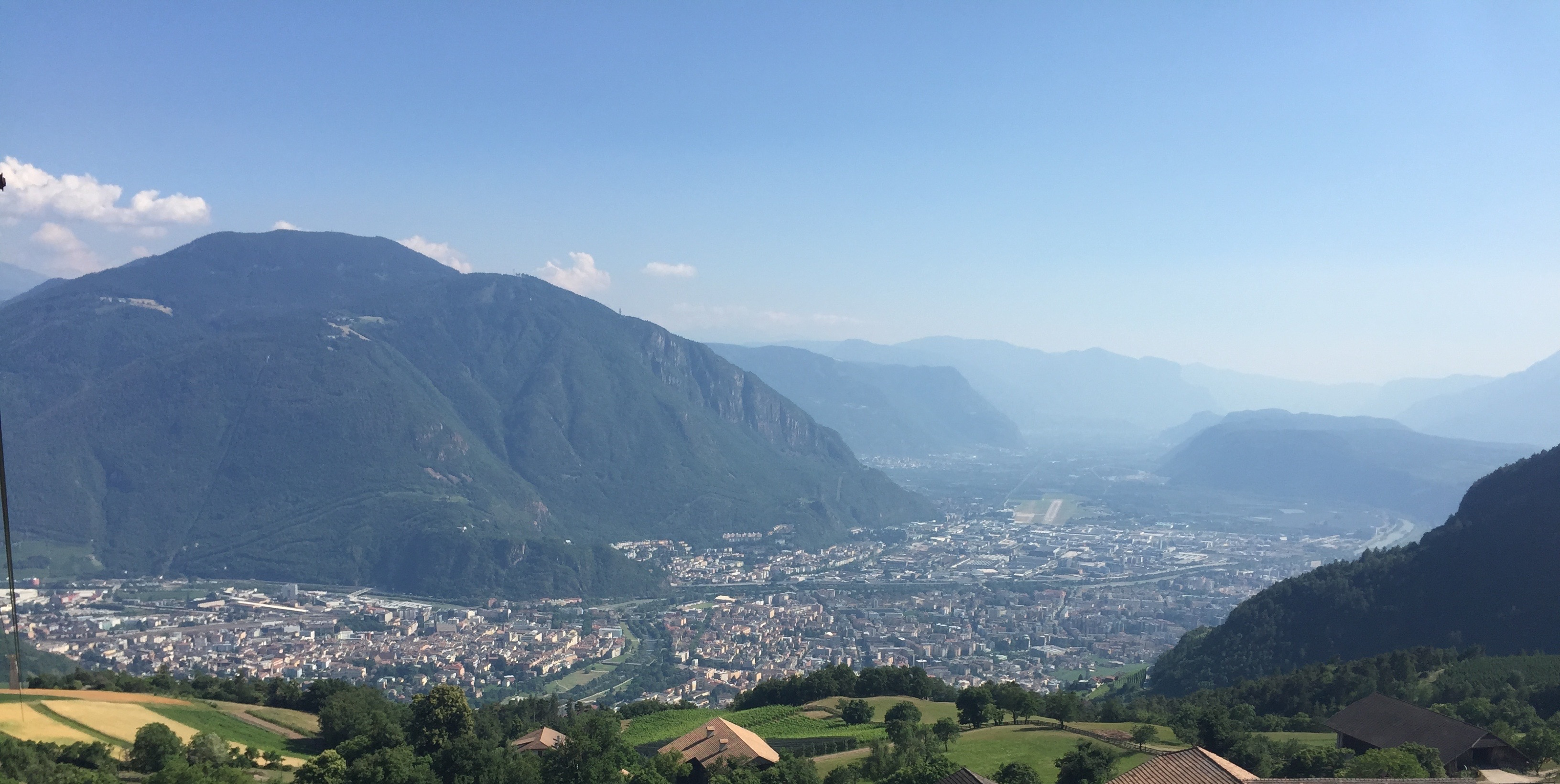
Bolzano

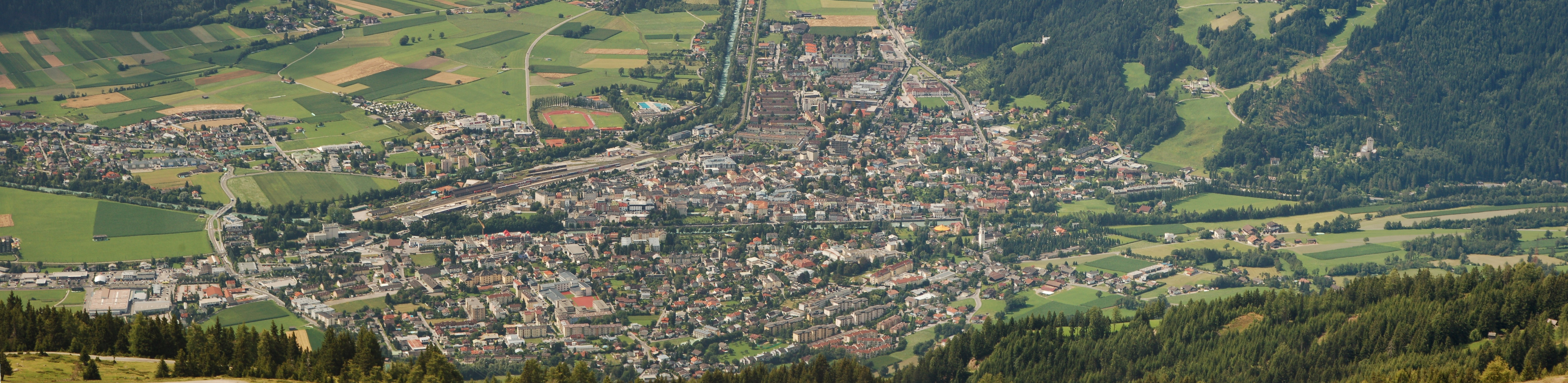
Lienz

Các thành phố, thị trấn của Tirol với hơn 10.000 dân:
| Thứ tự | Vùng dân cư       | Dân số  |
| ------ | ----------------- | ------- |
| 1      | Innsbruck         | 132.236 |
| 2      | Trento            | 117.417 |
| 3      | Bolzano/Bozen     | 106.951 |
| 4      | Merano/Meran      | 40.047  |
| 5      | Rovereto          | 39.482  |
| 6      | Brixen/Bressanone | 21.688  |
| 7      | Pergine Valsugana | 21.363  |
| 8      | Kufstein          | 18.973  |
| 9      | Laives            | 17.780  |
| 10     | Arco              | 17.588  |
| 11     | Riva del Garda    | 17.190  |
| 12     | Bruneck/Brunico   | 16.356  |
| 13     | Telfs             | 15.582  |
| 14     | Eppan/Appiano     | 14.900  |
| 15     | Hall in Tirol     | 13.801  |
| 16     | Schwaz            | 13.606  |
| 17     | Wörgl             | 13.537  |
| 18     | Lana              | 12.046  |
| 19     | Lienz             | 11.945  |
| 20     | Imst              | 10.371  |

Áo: 1 tháng 1 năm 2017

Ý: 31 tháng 12 năm 2016

## Huy hiệu
Mặc dù các chi tiết về huy hiệu của Tirol đã thay đổi qua nhiều thế kỷ, nhưng một đặc điểm ít nhiều vẫn không thay đổi: Đại bàng Tirol màu đỏ. Từ năm 1983, Tỉnh Nam Tyrol có huy hiệu riêng. Nó rất giống với huy hiệu của Bang Tyrol. Tỉnh muốn nhấn mạnh sự giống nhau về lịch sử của các quốc gia. Tỉnh Trento nhận được quốc huy vào năm 1340

Bang Tirol
Nam Tirol
Trentino
Trentino-Nam Tirol
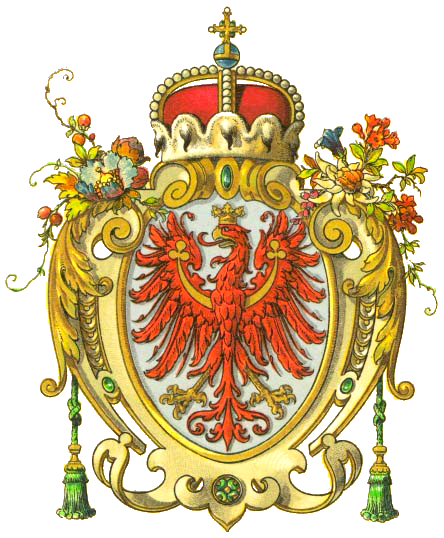
Bá quốc Tirol thời Đế quốc Áo-Hung
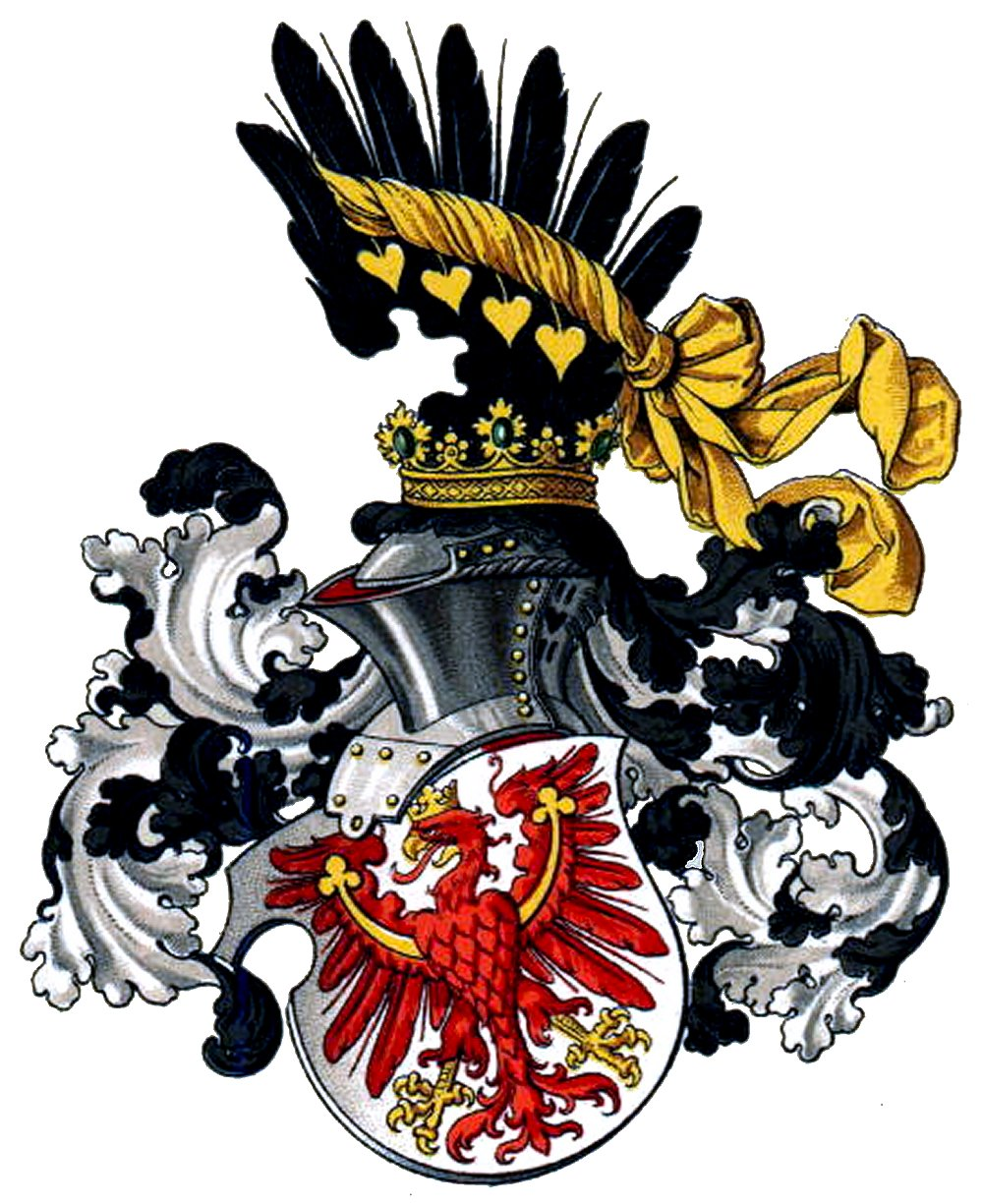
Huy hiệu của của Bá tước Tyrol